# Armascirus lebowensis
Armascirus lebowensis är en spindeldjursart som beskrevs av Den Heyer 1978. Armascirus lebowensis ingår i släktet Armascirus och familjen Cunaxidae. Inga underarter finns listade i Catalogue of Life.